# Discografia degli SMAP
Questa pagina contiene la discografia degli SMAP, una boy band giapponese fondata nel 1991.

## Album

### Album in studio
| Anno | Dettagli | Picco | Certificazioni          |
| Anno | Dettagli | JPN   | Certificazioni          |
| ---- | --- | ----- | ----------------------- |
| 1992 | SMAP 001 - Data di pubblicazione: 1º gennaio 1992 - Etichetta: Victor Entertainment (VICL-263) - Formati: CD                                 | 14    |                         |
| 1992 | SMAP 002 - Data di pubblicazione: 26 agosto 1992 - Etichetta: Victor Entertainment (VICL-333) - Formati: CD                                  | 6     |                         |
| 1993 | SMAP 003 - Data di pubblicazione: 1º gennaio 1993 - Etichetta: Victor Entertainment (VICL-369) - Formati: CD                                 | 11    |                         |
| 1993 | SMAP 004 - Data di pubblicazione: 7 luglio 1993 - Etichetta: Victor Entertainment (VICL-416) - Formati: CD                                   | 3     |                         |
| 1994 | SMAP 005 - Data di pubblicazione: 2 febbraio 1994 - Etichetta: Victor Entertainment (VICL-501) - Formati: CD                                 | 2     |                         |
| 1994 | SMAP 006: Sexy Six - Data di pubblicazione: 7 luglio 1994 - Etichetta: Victor Entertainment (VICL-540) - Formati: CD                         | 2     |                         |
| 1995 | SMAP 007: Gold Singer - Data di pubblicazione: 7 luglio 1995 - Etichetta: Victor Entertainment (VICL-671) - Formati: CD                      | 1     |                         |
| 1996 | SMAP 008: Tacomax - Data di pubblicazione: 3 marzo 1996 - Etichetta: Victor Entertainment (VICL-745) - Formati: CD                           | 2     |                         |
| 1996 | SMAP 009 - Data di pubblicazione: 12 agosto 1996 - Etichetta: Victor Entertainment (VICL-800) - Formati: CD                                  | 1     |                         |
| 1997 | SMAP 011: Su - Data di pubblicazione: 6 agosto 1997 - Etichetta: Victor Entertainment (VICL-60052) - Formati: CD                             | 3     |                         |
| 1998 | SMAP 012: Viva Amigos! - Data di pubblicazione: 18 giugno 1998 - Etichetta: Victor Entertainment (VICL-60196) - Formati: CD                  | 1     |                         |
| 1999 | Birdman SMAP 013 - Data di pubblicazione: 14 luglio 1999 - Etichetta: Victor Entertainment (VICL-60450) - Formati: CD                        | 2     |                         |
| 2000 | S-map SMAP 014 - Data di pubblicazione: 14 ottobre 2000 - Etichetta: Victor Entertainment (VICL-60667) - Formati: CD                         | 2     |                         |
| 2002 | SMAP 015: Drink! Smap! - Data di pubblicazione: 24 luglio 2002 - Etichetta: Victor Entertainment (VICL-60950) - Formati: CD                  | 2     |                         |
| 2003 | SMAP 016: MIJ - Data di pubblicazione: 25 giugno 2003 - Etichetta: Victor Entertainment (VICL-61177/8) - Formati: 2CD                        | 1     | - RIAJ: Double Platinum |
| 2005 | Sample Bang! - Data di pubblicazione: 27 luglio 2005 - Etichetta: Victor Entertainment (VICL-61888/90) - Formati: 3CD                        | 1     | - RIAJ: Platino         |
| 2006 | Pop Up! SMAP - Data di pubblicazione: 26 luglio 2006 - Etichetta: Victor Entertainment (VICL-62113/4, VICL-62111/2) - Formati: 2CD           | 1     | - RIAJ: Platino         |
| 2008 | Super Modern Artistic Performance - Data di pubblicazione: 24 settembre 2008 - Etichetta: Victor Entertainment (VICL-63333/4) - Formati: 2CD | 1     | - RIAJ: Platino         |
| 2010 | We are SMAP! - Data di pubblicazione: 21 luglio 2010 - Etichetta: Victor Entertainment - Formati: 2CD                                        | 1     | - RIAJ: Platino         |

### Raccolte
| Anno | Dettagli | Picco | Certificazioni |
| Anno | Dettagli | JPN   | Certificazioni |
| ---- | --- | ----- | -------------- |
| 1995 | Cool - Data di pubblicazione: 1º gennaio 1995 - Etichetta: Victor Entertainment (VICL-631) - Formati: CD                      | 1     |                |
| 1997 | Wool - Data di pubblicazione: 26 marzo 1997 - Etichetta: Victor Entertainment (VICL-40212/3) - Formati: 2CD                   | 2     |                |
| 2001 | SMAP Vest - Data di pubblicazione: 23 marzo 2001 - Etichetta: Victor Entertainment (VICL-60726/7) - Formati: 2CD              | 1     |                |
| 2001 | Pams (ウラスマ?, Urasuma) - Data di pubblicazione: 8 agosto 2001 - Etichetta: Victor Entertainment (VICL-60800) - Formati: CD | 1     |                |
| 2011 | SMAP Aid - Data di pubblicazione: 17 agosto 2011 - Etichetta: Victor Entertainment (VIZL-777) - Formati: CD                   | 1     |                |

### Album Remix
| Anno | Dettagli                                                                                                  | Picco | Certificazioni |
| Anno | Dettagli                                                                                                  | JPN   | Certificazioni |
| ---- | --- | ----- | -------------- |
| 1995 | Boo - Data di pubblicazione: 22 novembre 1995 - Etichetta: Victor Entertainment (VICL-5317) - Formati: CD | 5     |                |

## EP
| Anno | Dettagli | Picco | Certificazioni |
| Anno | Dettagli | JPN   | Certificazioni |
| ---- | --- | ----- | -------------- |
| 1998 | La Festa - Data di pubblicazione: 26 agosto 1998 - Etichetta: Victor Entertainment (VICL-60280) - Formati: CD | 2     |                |

## Singoli
| Year | Song details | Peak | Certificazioni      |
| Year | Song details | JPN  | Certificazioni      |
| ---- | --- | ---- | ------------------- |
| 1991 | "Can't Stop!! Loving" - Data di pubblicazione: 9 settembre 1991                                                                                     | 2    |                     |
| 1991 | "Seigi no Mikata wa Ateninaranai" (正義の味方はあてにならない?, I Can't Rely on a Friend of Justice) - Data di pubblicazione: 6 dicembre 1991       | 10   |                     |
| 1992 | "Kokoro no Kagami" (心の鏡?, The Mirror of a Heart) - Data di pubblicazione: 18 marzo 1992                                                          | 3    |                     |
| 1992 | "Makeru na Baby! Never Give Up" (負けるなBaby!～Never give up?, Don't Lose, Baby! Never Give Up) - Data di pubblicazione: 8 luglio 1992             | 5    |                     |
| 1992 | "Egao no Genki" (笑顔のゲンキ?, The Energy of Your Smiling Face) - Data di pubblicazione: 11 novembre 1992                                          | 8    |                     |
| 1992 | "Yuki ga Futtekita" (雪が降ってきた?, The Snow Is Falling) - Data di pubblicazione: 12 dicembre 1992                                                | 7    |                     |
| 1993 | "Zutto Wasurenai" (ずっと忘れない?, I'll Never Forget) - Data di pubblicazione: 3 marzo 1993                                                        | 7    |                     |
| 1993 | "Hajimete no Natsu" (はじめての夏?, First Summer) - Data di pubblicazione: 6 giugno 1993                                                            | 7    |                     |
| 1993 | "Kimi wa Kimi Dayo" (君は君だよ?, You Are Who You Are) - Data di pubblicazione: 9 settembre 1993                                                    | 7    |                     |
| 1993 | "$10" - Data di pubblicazione: 11 novembre 1993 | 5    |                     |
| 1994 | "Kimi Iro Omoi" (君色思い?, Wild Thoughts About You) - Data di pubblicazione: 1º gennaio 1994                                                       | 5    |                     |
| 1994 | "Hey Hey Ōki ni Maido Ari" (Hey Hey おおきに毎度あり?, Hey Hey Thanks For Your Business) - Data di pubblicazione: 12 marzo 1994                     | 1    |                     |
| 1994 | "Original Smile" (オリジナル スマイル?, Orijinaru Sumairu) - Data di pubblicazione: 6 giugno 1994                                                   | 2    |                     |
| 1994 | "Ganbarimashō" (がんばりましょう?, Let's Work Hard!) - Data di pubblicazione: 9 settembre 1994                                                      | 1    |                     |
| 1994 | "Tabun Ōrai" (たぶんオーライ?, It's Probably Alright) - Data di pubblicazione: 21 dicembre 1994                                                     | 1    |                     |
| 1995 | "Kansha Shite" (Kanshaして?, Gratitudes) - Data di pubblicazione: 3 marzo 1995                                                                      | 1    |                     |
| 1995 | "Shiyō Yo" (しようよ?, Let's Do It) - Data di pubblicazione: 6 giugno 1995                                                                          | 1    |                     |
| 1995 | "Donna Ii Koto" (どんないいこと?, Whatever Nice Things) - Data di pubblicazione: 9 settembre 1995                                                   | 1    |                     |
| 1995 | "Oretachi ni Asu wa Aru" (俺たちに明日はある?, There's A Tomorrow For Us) - Data di pubblicazione: 11 novembre 1995                                 | 1    |                     |
| 1996 | "Munasawagi o Tanomu Yo" (胸さわぎを頼むよ?, Please Move My Heart) - Data di pubblicazione: 2 febbraio 1996                                         | 2    |                     |
| 1996 | (はだかの王様～シブトク つよく～?, The Naked King: Stubborn and Strong) - Data di pubblicazione: 5 maggio 1996                                      | 2    |                     |
| 1996 | "Aoi Inazuma" (青いイナズマ?, Blue Thunder) - Data di pubblicazione: 15 luglio 1996                                                                 | 1    |                     |
| 1996 | "Shake" - Data di pubblicazione: 18 novembre 1996                                                                                                   | 1    |                     |
| 1997 | "Dynamite" (ダイナマイト?, Dainamaito) - Data di pubblicazione: 26 febbraio 1997                                                                    | 3    |                     |
| 1997 | "Celery" (セロリ?, Serori) - Data di pubblicazione: 14 maggio 1997                                                                                  | 2    |                     |
| 1997 | "Peace!" - Data di pubblicazione: 29 giugno 1997 | 2    |                     |
| 1998 | "Yozora no Mukō" (夜空ノムコウ?, Beyond the Night Sky) - Data di pubblicazione: 14 gennaio 1998                                                     | 1    |                     |
| 1998 | "Taisetsu" (たいせつ?, Important) - Data di pubblicazione: 8 maggio 1998                                                                            | 4    |                     |
| 1999 | "Asahi o mi ni Ikō Yo" (朝日を見に行こうよ?, Let's Go See The Sunrise) - Data di pubblicazione: 27 gennaio 1999                                     | 3    |                     |
| 1999 | "Fly" - Data di pubblicazione: 23 giugno 1999 | 2    |                     |
| 2000 | "Let It Be" - Data di pubblicazione: 9 febbraio 2000                                                                                                | 4    |                     |
| 2000 | "Lion Heart" (らいおんハート?, Raion Hāto) - Data di pubblicazione: 30 agosto 2000                                                                  | 1    |                     |
| 2001 | "Smac" - Data di pubblicazione: 28 luglio 2001 | 3    |                     |
| 2002 | "Freebird" - Data di pubblicazione: 15 maggio 2002                                                                                                  | 1    |                     |
| 2003 | "Sekai ni Hitotsu Dake no Hana" (世界に一つだけの花?, A Flower Unlike Any Other in the World) - Data di pubblicazione: 5 marzo 2003                 | 1    | - RIAJ: Two Million |
| 2005 | "Tomodachi e: Say What You Will" (友だちへ～Say What You Will～?, To My Friends: Say What You Will) - Data di pubblicazione: 19 gennaio 2005        | 1    | - RIAJ: Platino     |
| 2005 | "Bang! Bang! Bakansu!" (Bang! Bang! バカンス！?, Bang! Bang! Vacance!) - Data di pubblicazione: 27 luglio 2005                                      | 1    | - RIAJ: Platino     |
| 2005 | "Triangle" - Data di pubblicazione: 23 novembre 2005                                                                                                | 1    | - RIAJ: Platino     |
| 2006 | "Dear Woman" - Data di pubblicazione: 19 aprile 2006                                                                                                | 1    | - RIAJ: Platino     |
| 2006 | "Arigatō" (ありがとう?, Thank You) - Data di pubblicazione: 11 ottobre 2006                                                                         | 1    | - RIAJ: Platino     |
| 2007 | "Dangan Faitā" (弾丸ファイター?, Bullet Fighter) - Data di pubblicazione: 19 dicembre 2007                                                          | 1    | - RIAJ: Platino     |
| 2008 | "Sonomama/White Message" (そのまま／White Message?, Just That Way/White Message) - Data di pubblicazione: 5 marzo 2008                              | 1    | - RIAJ: Platino     |
| 2008 | "Kono Toki, Kitto Yume Ja Nai" (この瞬間（とき）、きっと夢じゃない?, This Moment, I Know It's Not A Dream) - Data di pubblicazione: 13 agosto 2008  | 1    | - RIAJ: Gold        |
| 2009 | "Sotto Kyutto/Superstar" (そっと きゅっと／スーパースター★?, Softly and Hold/Superstar) - Data di pubblicazione: 26 agosto 2009                     | 1    | - RIAJ: Gold        |
| 2010 | "This is Love" - Data di pubblicazione: 4 agosto 2010                                                                                               | 1    | - RIAJ: Platino     |
| 2011 | "Not Alone (Shiawase ni Narōyo)" (not alone〜幸せになろうよ〜?, not alone (Let's Be Happy)) - Data di pubblicazione: 4 maggio 2011 - Digital single | —    |                     |
| 2011 | "Boku no Hanbun" (僕の半分?, Half of Me) - Data di pubblicazione: 21 dicembre 2011                                                                  | 1    |                     |
| 2012 | "Sakasama no Sora" (さかさまの空?, Upside-down Sky) - Data di pubblicazione: 25 aprile 2012                                                         | —    |                     |

## Video
| Anno | Dettagli | Picco  | Certificazioni  |
| Anno | Dettagli | JPN    | Certificazioni  |
| ---- | --- | ------ | --------------- |
| 1991 | Hop Smap Jump! - Data di pubblicazione: 21 settembre 1991 (VHS) - Etichetta: Victor Entertainment (VIVL-55) | —      |                 |
| 1992 | 1992.1 SMAP 1st Live - Yattekimashita Oshogatsu (1992.1 SMAP 1st LIVE 「やってきましたお正月!!」コンサート?) - Data di pubblicazione: 14 marzo 1992 (VHS), 24 dicembre 2003 (DVD) - Etichetta: Victor Entertainment (VIVL-71, VIBL-181) | [ 18 ] |                 |
| 1994 | Sexy Six Show - Data di pubblicazione: 11 novembre 1994 (VHS), 24 dicembre 2003 (DVD) - Etichetta: Victor Entertainment (VIVL-134, VIBL-184)                                                                                            | [ 20 ] |                 |
| 1995 | SMAP 007 Movies: Summer Minna Atsumare Party - Data di pubblicazione: 16 dicembre 1995 (VHS), 24 dicembre 2003 (DVD) - Etichetta: Victor Entertainment (VIVL-165, VIVL-134)                                                             | [ 22 ] |                 |
| 1996 | SMAP 010: Ten - Data di pubblicazione: 9 dicembre 1996 (VHS), 6 dicembre 2000 (DVD) - Etichetta: Victor Entertainment (VIVL-197, VIBL-24)                                                                                               | —      |                 |
| 1997 | 1997 SMAP Live Su - Data di pubblicazione: 17 dicembre 1997 (VHS, DVD) - Etichetta: Victor Entertainment (VIVL-213, VIBL-9/10) | —      |                 |
| 1998 | SMAP Live Amigos! - Data di pubblicazione: 24 dicembre 1998 (VHS), 6 dicembre 2000 (DVD) - Etichetta: Victor Entertainment (VIVL-232, VIBL-25)                                                                                          | —      |                 |
| 1999 | Live Birdman - Data di pubblicazione: 22 dicembre 1999 (VHS), 1º gennaio 2000 (DVD) - Etichetta: Victor Entertainment (VIVL-246, VIBL-15)                                                                                               | 8      |                 |
| 2001 | Live S-map - Data di pubblicazione: 14 marzo 2001 (VHS, DVD) - Etichetta: Victor Entertainment (VIBL-33) | 3      |                 |
| 2001 | Live Pams (LIVE ウラスマ?, Live Urasuma) - Data di pubblicazione: 21 dicembre 2001 (VHS, DVD) - Etichetta: Victor Entertainment (VIVL-277/8, VIBL-48/9)                                                                                 | 3      |                 |
| 2002 | Clip! Smap! - Data di pubblicazione: 21 settembre 2002 (VHS, DVD) - Etichetta: Victor Entertainment (VIVL-288, VIBL-88) | 2      |                 |
| 2003 | Smap! Tour! 2002! - Data di pubblicazione: 5 marzo 2003 (VHS, DVD) - Etichetta: Victor Entertainment (VIVL-289/90, VIBL-128/30) | 1      | - RIAJ: Platino |
| 2003 | Live MIJ - Data di pubblicazione: 24 dicembre 2003 (VHS, DVD) - Etichetta: Victor Entertainment (VIVL-291/2, VIBL-161/3) | 1      | - RIAJ: Gold    |
| 2005 | SMAP to Itsu Chatta! SMAP Sample Tour 2005 (SMAPとイッちゃった! SMAP Sample Tour 2005?) - Data di pubblicazione: 24 dicembre 2005 (VHS, DVD) - Etichetta: Victor Entertainment (VIVL-301/2, VIBL-301/3)                                 | 1      | - RIAJ: Platino |
| 2006 | Pop Up! SMAP Live! Omottayori Tonjaimashita! Tour (Pop Up! SMAP LIVE! 思ったより飛んじゃいました! ツアー?) - Data di pubblicazione: 6 dicembre 2006 (VHS, DVD) - Etichetta: Victor Entertainment (VIVL-366/7, VIBL-366/8)               | 2      | - RIAJ: Gold    |
| 2008 | SMAP 2008 Super Modern Artistic Performance Tour - Data di pubblicazione: 17 dicembre 2008 (DVD) - Etichetta: Victor Entertainment (VIBL-501/503)                                                                                       | 1      | - RIAJ: Platino |